# دریاپه سیدوزرو
دریاپه سیدوزرو (انگلیسی: Lake Seydozero) یک دریاچه در استان مورمانسک کشور روسیه است.